# Newcastle (County Wicklow)
Newcastle (irisch An Caisleán Nua; dt.: „die neue Festung“) ist ein Dorf im County Wicklow im Osten der Republik Irland. Die Einwohnerzahl Newcastles wurde bei der Volkszählung 2022 mit 1010 Personen ermittelt, womit sich die Einwohnerzahl seit 1991 fast verdoppelt hat.

## Lage
Westlich von Newcastle führt die N11 von Bray kommend nach Wicklow. Durch den Ort führt die R761. Die Entfernung zu dem südlich gelegenen Wicklow beträgt neun Kilometer. Etwa 1600 Meter östlich von Newcastle liegt an der Küste das Newcastle Aerodrome. In der Gemarkung Blackditch Wood liegt die East Coast Nature Reserve, ein 90 Hektar großes Areal, das nach der Vogelschutzrichtlinie geschützt wird.

## Geschichte
Zwischen 1177 und 1184 ließ hier der Normanne Hugh de Lacy das Newcastle Mackynegan errichten, das die Gegend um Dublin (the Pale) sicherte. Mehrfach griffen die irischen Stämme der O’Tooles und O’Byrnes die Burg an. Um 1300 musste die Burg nach einem erfolgreichen Angriff der O’Byrnes wiedererrichtet werden. Als im 16. Jahrhundert die Burg zerstört wurde, verlagerte sich das Machtzentrum der Gegend nach Wicklow. Die frühere Kirche aus dem der Zeit um 1189 existiert nicht mehr. Sie wurde 1641 zerstört.
Die anglikanische Kirche wurde von 1783 bis 1788 errichtet.

## Sehenswürdigkeiten
- anglikanische Kirche aus dem späten 18. Jahrhundert

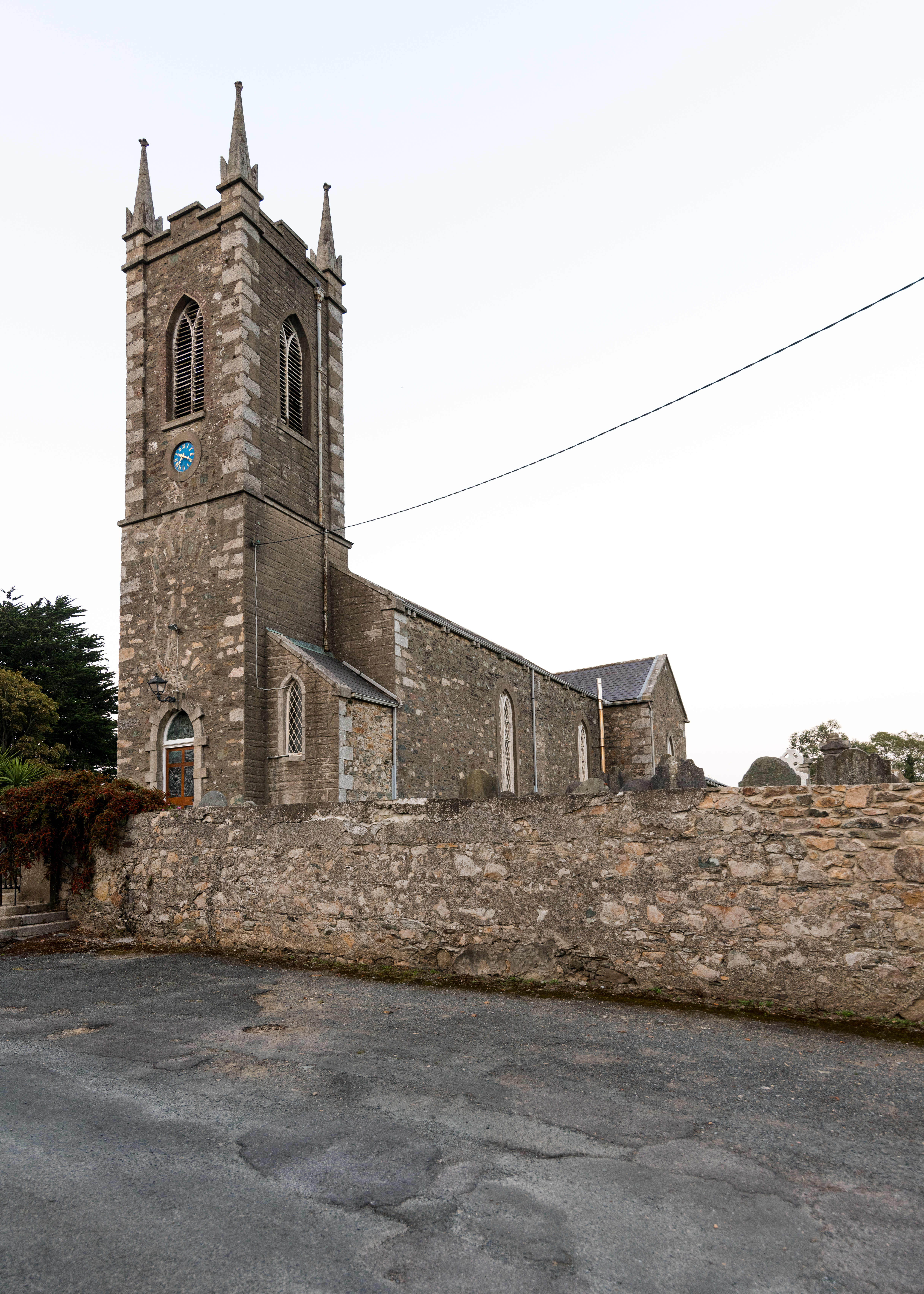
Anglikanische Kirche

## Persönlichkeiten
- Barry Corr (* 1985), Fußballspieler und -trainer
- Hozier (* 1986), Musiker